# Медаль Гарнака
Медаль Гарнака (нем. Harnack-Medaille) — присуждается Обществом Макса Планка. Медаль является высшей наградой Общества, которая присуждается за особые заслуги перед Обществом Макса Планка. Награда названа в честь теолога и библеиста Адольфа фон Гарнака, президента-основателя Общества кайзера Вильгельма по развитию науки, основанного в 1911 году.
Медаль была учреждена в 1924 году как награда за заслуги перед Обществом кайзера Вильгельма, организацией-предшественником Общества Макса Планка. Медаль вручалась с 1925 по 1936 года; в 1953 году традиция вручения медали была возобновлена Обществом Макса Планка.
Награда присуждается Президентом на основании постановления Сената Общества Макса Планка.

## Лауреаты премии
- 1925: Адольф фон Гарнак
- 1926: Фриц Габер
- 1929: Фридрих Шмидт-Отт
- 1932: Карл Корренс, Франц фон Мендельсон (младший)
- 1933: Макс Планк, Густав Крупп
- 1934: Карл Дуйсберг
- 1936: Альберт Фёглер, Людвиг Прандтль
- 1953: Густав Винклер
- 1954: Отто Ган
- 1959: Теодор Хойс
- 1960: Эрих Кауфман
- 1962: Георг Шрайбер
- 1963: Отто Варбург
- 1964: Генрих Любке
- 1965: Альфред Кюн
- 1970: Карл Вурстер
- 1973: Адольф Бутенандт
- 1974: Вальтер Герлах
- 1981: Курт Бирренбах
- 1984: Ханс Луц Меркле
- 1990: Рихард фон Вайцзеккер
- 1993: Раймар Люст
- 1996: Хайнц А. Штааб, Михаэль Села
- 1998: Ханс Ф. Цахер
- 2001: Хаим Харари
- 2004: Губерт Маркл
- 2006: Лу Юнсян
- 2008: Герман Нойгауз (посмертно)
- 2017: Петер Грус
- 2021: Ангела Меркель
- 2023: Даниэль Зайфман